# Belita Koiller
Belita Koiller (Río de Janeiro, 1949) es una profesora brasileña de física en el Instituto de Física de la Universidad Federal de Río de Janeiro. Su campo predilecto es la física de la materia condensada, y ha contribuido a la comprensión de las propiedades de los sólidos desordenados, particularmente sobre las cadenas desordenadas y las aleaciones de semiconductores. Más recientemente, ha estado interesada en el control cuántico del espín y en la carga de electrones individuales en semiconductores, con el objetivo de lograr aplicaciones en los campos de información cuántica y computación cuántica.

## Carrera
En 1971 se graduó en Física en la Pontificia Universidad Católica de Río de Janeiro, y un año más tarde viajaría a Estados Unidos, donde completó su doctorado en Física en la Universidad de California en Berkeley en 1975, bajo la supervisión del físico argentino Leo Falicov. Luego regresó a Brasil y se unió a la Pontificia Universidad Católica de Río de Janeiro. Fue nombrada Profesora Titular en 1992 y en 1994 se mudó al Instituto de Física en la Universidad Federal de Río de Janeiro.
Ha sido elegida tres veces como Consejera General de la Sociedad Brasileña de Física (SBF) por períodos de cuatro años a partir de 1993, 1999 y 2005. Se desempeñó durante tres años, desde 1994, como miembro del Comité del ICSU sobre la Creación de Capacidades en Ciencias. Es miembro del Comité Ejecutivo de la Red Internacional de Derechos Humanos de Academias y Sociedades Académicas desde 2005. En 2008, se convirtió en miembro de la Comisión del IUPAP sobre Semiconductores. En 2009 fue elegida Consejera Internacional del American Physical Society Council, sirviendo durante dos años. En 2010 fue elegida miembro de la Academia Mundial de Ciencias (TWAS). Desde 2013 a 2017 fue vicepresidenta de la Sociedad Brasileña de Física, donde sigue de titular.
Desde 2010, ha sido editora asociada de la revista Journal of Applied Physics. Fue editora de la Revista Brasileira de Física en 1990/1991.
Ella ha participado en la organización de muchas conferencias internacionales. Presidió la 29.ª Conferencia Internacional de la IUPAP sobre Física de Semiconductores, celebrada en Río de Janeiro en 2008.

## Investigación
Como estudiante en el doctorado, Koiller investigó las propiedades electrónicas de los óxidos de metales de transición. Más tarde, hizo contribuciones incluyendo la descripción de colisiones electrón-átomo bajo campos láser, la estructura electrónica de cadenas desordenadas, incluyendo el enfoque de grupo de renormalización a la densidad local de estados, defectos en los haluros alcalinos, el orden magnético en el cianuro de potasio, el átomos de hidrógeno y de las moléculas bajo campos magnéticos, la dinámica magnon de materiales magnéticos desordenados, propiedades electrónicas y elásticas de aleaciones semiconductoras, sistemas parcialmente ordenados, la red ordenada y superredes de Fibonacci, teoría de transiciones multipotónicas en cristales, movimiento aleatorio en redes, el caos inducido por láser en sistemas unidimensionales y el enlace fuente vinculante en donantes poco profundos de semiconductores.
Desde 2001, ha estado trabajando principalmente en aplicaciones de materia condensada a información cuántica. Algunos de sus resultados incluyen el complejo papel de la interferencia del valle en el acoplamiento de espín de pares de donantes en silicio y los mecanismos para controlar el grado de libertad del valle en silicio.

## Honores
Belita Koiller recibió una beca Guggenheim en 1981, y cuatro años más tarde fue becaria investigadora del Consejo Nacional de Investigación de Brasil. En 1995 fue la primera mujer en unirse a la división de física de la Academia Brasileña de Ciencias. El presidente brasilero Fernando Henrique Cardoso la nombró Comendadora de la Orden Nacional del Mérito Científico en 2002, que se convirtió en Gran Cruz de la Orden Nacional del Mérito Científico en 2010. Koiller resultó laureada en los Premios L'Oréal-UNESCO a Mujeres en Ciencia de 2005.